# Schillingsstraße 333 und 335 (Gürzenich)

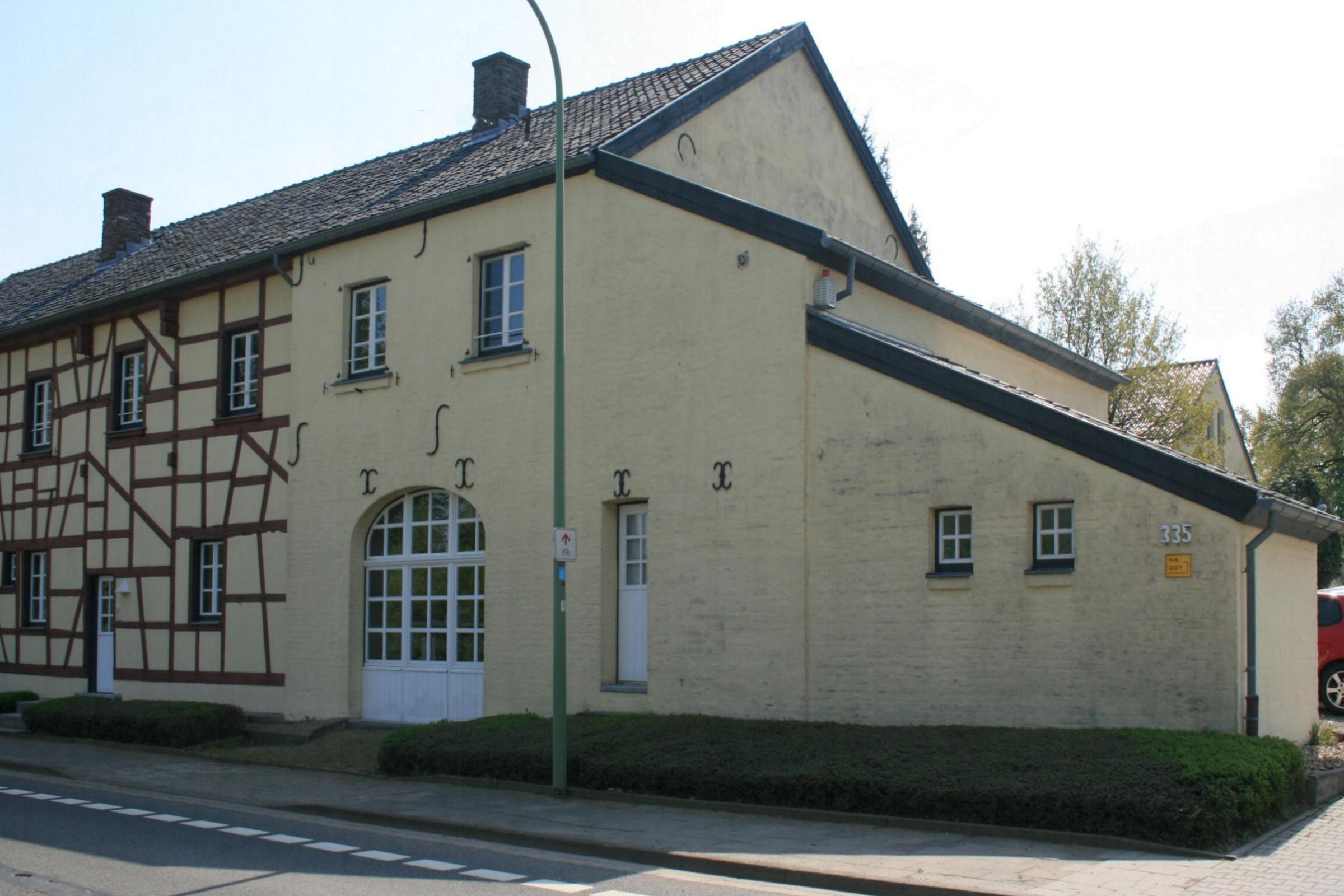

Die Wohnhäuser Schillingsstraße 333 und 335 stehen im Dürener Stadtteil Gürzenich in Nordrhein-Westfalen, Schillingsstraße 333 und 335.
Die beiden Wohnhäuser wurden in der Mitte des 19. Jahrhunderts erbaut. Es handelt sich um drei zweigeschossige Reihenhäuser mit Satteldächern. Sie wurden teilweise in Backsteinmauerwerk und in Fachwerk erbaut. Es handelt sich um ehemalige Arbeiterwohnhäuser des Weiherhofes.
Die Bauwerke sind unter Nr. 6/001d und 6/001e in die Denkmalliste der Stadt Düren eingetragen.